# Big Bend (condado de Rusk, Wisconsin)
Big Bend es un pueblo ubicado en el condado de Rusk en el estado estadounidense de Wisconsin. En el Censo de 2010 tenía una población de 358 habitantes y una densidad poblacional de 3,91 personas por km².

## Geografía
Big Bend se encuentra ubicado en las coordenadas 45°20′29″N 91°20′30″O / 45.34139, -91.34167. Según la Oficina del Censo de los Estados Unidos, Big Bend tiene una superficie total de 91.57 km², de la cual 84.37 km² corresponden a tierra firme y (7.86%) 7.19 km² es agua.

## Demografía
Según el censo de 2010, había 358 personas residiendo en Big Bend. La densidad de población era de 3,91 hab./km². De los 358 habitantes, Big Bend estaba compuesto por el 97.21% blancos, el 0.56% eran afroamericanos, el 0.28% eran amerindios, el 0% eran asiáticos, el 0% eran isleños del Pacífico, el 0.28% eran de otras razas y el 1.68% pertenecían a dos o más razas. Del total de la población el 0.28% eran hispanos o latinos de cualquier raza.